# 8. Kanadisches Kabinett
Das 8. Kanadische Kabinett (engl. 8th Canadian Ministry, franz. 8e conseil des ministres du Canada) regierte Kanada vom 13. Juli 1896 bis zum 6. Oktober 1911. Dieses von Premierminister Wilfrid Laurier angeführte Kabinett bestand aus Mitgliedern der Liberalen Partei.

## Minister
| Amt                                                                  | Name | Zeitraum |
| -------------------------------------------------------------------- | --- | --- |
| Premierminister                                                      | Wilfrid Laurier | 13. Juli 1896 – 6. Oktober 1911 |
| Innenminister und General-Superintendent für Indianerangelegenheiten | vakant Richard William Scott (geschäftsführend) Clifford Sifton vakant Wilfrid Laurier (geschäftsführend) Frank Oliver                                       | 13. Juli 1896 – 16. Juli 1896 17. Juli 1896 – 16. November 1896 17. November 1896 – 28. Februar 1905 1. März 1905 – 12. März 1905 13. März 1905 – 7. April 1905 8. April 1905 – 6. Oktober 1911                                                                                           |
| Justizminister und Attorney General                                  | Oliver Mowat David Mills vakant Charles Fitzpatrick Allen Bristol Aylesworth                                                                                 | 13. Juli 1896 – 17. November 1897 18. November 1897 – 7. Februar 1902 8. Februar 1902 – 10. Februar 1902 11. Februar 1902 – 3. Juni 1906 4. Juni 1906 – 6. Oktober 1911 |
| Miliz- und Verteidigungsminister                                     | Frederick William Borden | 13. Juli 1896 – 6. Oktober 1911 |
| Marineminister                                                       | Louis-Philippe Brodeur Rodolphe Lemieux | 4. Mai 1910 – 10. August 1911 11. August 1911 – 6. Oktober 1911 |
| Finanzminister und Schatzmeister                                     | vakant William Stevens Fielding | 13. Juli 1896 – 19. Juli 1896 20. Juli 1896 – 6. Oktober 1911 |
| Minister für Inlandsteuern                                           | Henri-Gustave Joly de Lotbinière Michel Esdras Bernier Louis-Philippe Brodeur William Templeman                                                              | 30. Juni 1897 – 21. Juni 1900 22. Juni 1900 – 18. Januar 1904 19. Januar 1904 – 5. Februar 1906 6. Februar 1906 – 6. Oktober 1911 |
| Zollminister                                                         | William Paterson | 30. Juni 1897 – 6. Oktober 1911 |
| Seefahrt- und Fischereiminister                                      | Louis Henry Davies vakant James Sutherland Raymond Préfontaine vakant Wilfrid Laurier (geschäftsführend) Louis-Philippe Brodeur Rodolphe Lemieux             | 13. Juli 1896 – 24. September 1901 25. September 1901 – 14. Januar 1902 15. Januar 1902 – 10. November 1902 11. November 1902 – 25. Dezember 1905 26. Dezember 1905 – 5. Januar 1906 6. Januar 1906 – 5. Februar 1906 6. Februar 1906 – 10. August 1911 11. August 1911 – 6. Oktober 1911 |
| Minister für Eisenbahnen und Kanäle                                  | vakant Andrew George Blair William Stevens Fielding (geschäftsführend) Henry Emmerson vakant William Stevens Fielding (geschäftsführend) George Perry Graham | 13. Juli 1896 – 19. Juli 1896 20. Juli 1896 – 20. Juli 1903 21. Juli 1903 – 14. Januar 1904 15. Januar 1904 – 2. April 1907 3. April 1907 – 8. April 1907 9. April 1907 – 29. August 1907 30. August 1907 – 6. Oktober 1911                                                               |
| Arbeitsminister                                                      | vakant William Lyon Mackenzie King | 19. Mai 1909 – 1. Juni 1909 2. Juni 1909 – 6. Oktober 1911 |
| Landwirtschaftsminister                                              | Sydney Arthur Fisher | 13. Juli 1896 – 6. Oktober 1911 |
| Handels- und Gewerbeminister                                         | Richard John Cartwright | 13. Juli 1896 – 6. Oktober 1911 |
| Bergbauminister                                                      | vakant William Templeman | 27. April 1907 – 2. Mai 1907 3. Mai 1907 – 6. Oktober 1911 |
| Postminister                                                         | William Mulock Allen Bristol Aylesworth Rodolphe Lemieux vakant Henri Sévérin Béland                                                                         | 13. Juli 1896 – 15. Oktober 1905 16. Oktober 1905 – 3. Juni 1906 4. Juni 1906 – 10. August 1911 11. August 1911 – 18. August 1911 19. August 1911 – 6. Oktober 1911 |
| Minister für staatliche Bauvorhaben                                  | Joseph-Israël Tarte vakant James Sutherland vakant Charles Smith Hyman William Pugsley                                                                       | 13. Juli 1896 – 21. Oktober 1902 22. Oktober 1902 – 10. November 1902 11. November 1902 – 3. Mai 1905 4. Mai 1905 – 21. Mai 1905 22. Mai 1905 – 29. August 1907 30. August 1907 – 6. Oktober 1911                                                                                         |
| Staatssekretär für Kanada und Regierungskanzlist                     | Richard William Scott Charles Murphy | 13. Juli 1896 – 8. Oktober 1908 9. Oktober 1908 – 6. Oktober 1911 |
| Präsident des Kronrates                                              | Wilfrid Laurier | 13. Juli 1896 – 6. Oktober 1911 |
| Minister ohne Geschäftsbereich                                       | Richard Reid Dobell Christophe-Alphonse Geoffrion James Sutherland William Templeman Charles Smith Hyman                                                     | 13. Juli 1896 – 11. Januar 1902 21. August 1896 – 18. Juli 1899 30. September 1899 – 14. Januar 1902 25. Februar 1902 – 5. Februar 1906 5. Februar 1904 – 21. Mai 1905 |

## Nicht dem Kabinett angehörende Minister
| Amt                        | Name                                                                            | Zeitraum |
| -------------------------- | ------------------------------------------------------------------------------- | --- |
| Minister für Inlandsteuern | Henri-Gustave Joly de Lotbinière                                                | 13. Juli 1896 – 29. Juni 1897 |
| Zollminister               | William Paterson                                                                | 13. Juli 1896 – 29. Juni 1897 |
| Solicitor General          | Charles Fitzpatrick Henry George Carroll Rodolphe Lemieux vakant Jacques Bureau | 13. Juli 1896 – 9. Februar 1902 10. Februar 1902 – 28. Januar 1904 29. Januar 1904 – 3. Juni 1906 4. Juni 1906 – 13. Februar 1907 14. Februar 1907 – 6. Oktober 1911 |